# Флоренци, Марианна
Марианна Флоренци (итал. Marianna Marchesa Florenzi, в девичестве Bacinetti, также известна как Marianna Florenzi Waddington; 1802—1870) — итальянская аристократка, философ

, подруга короля Баварии Людвига I.

## Биография
Родилась 9 ноября 1802 года в Равенне, в семье графа Джузеппе Бачинетти (итал. Giuseppe Bacinetti).
Училась в институте в Фаэнце. Затем изучала естественные науки в университете Перуджи.

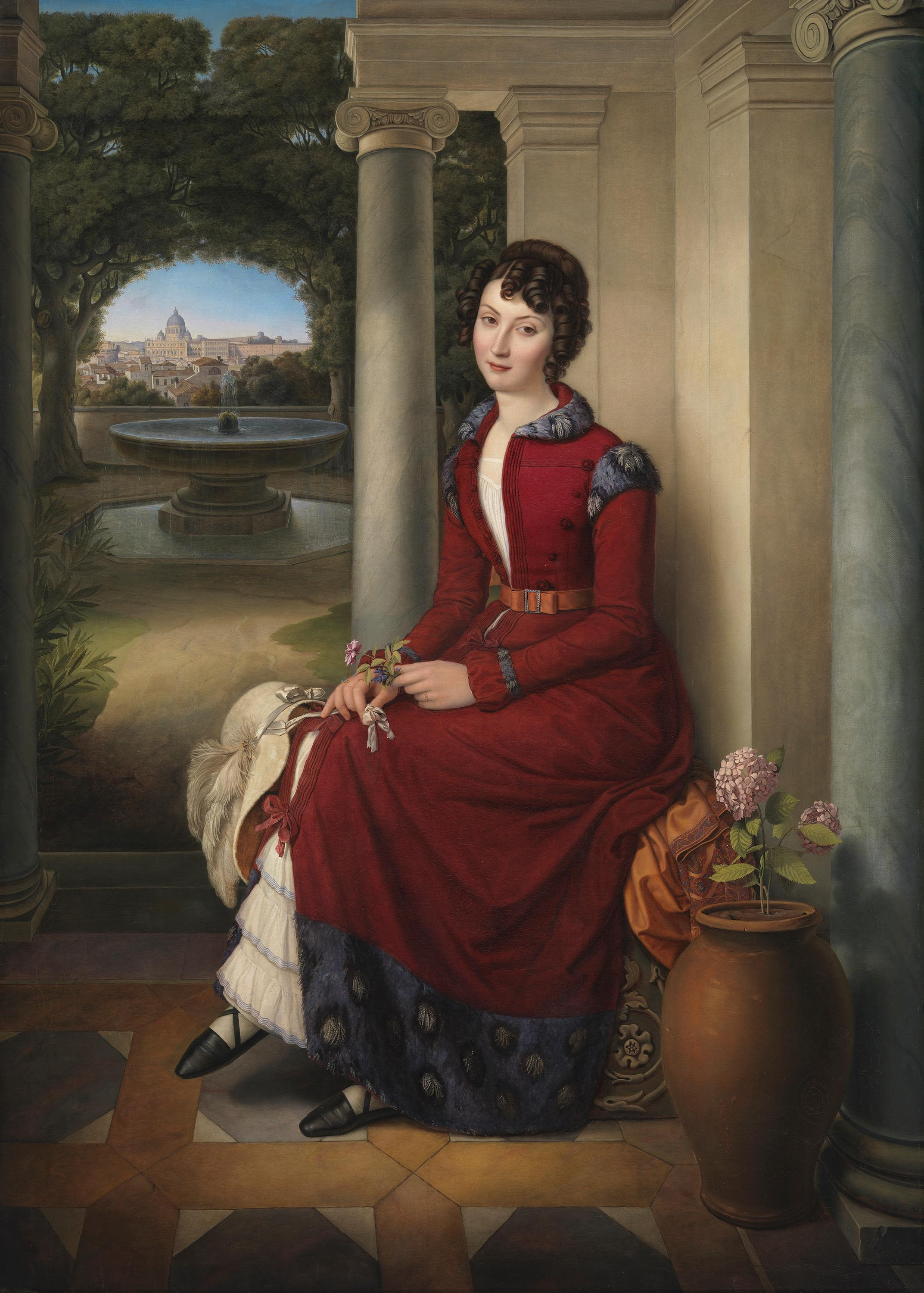
Портрет работы Генриха Гесса

В 1821 году она познакомилась с наследным принцем Людвигом I, будущим королём Баварии; их дружеские отношения продолжались на протяжении многих десятков лет. До смерти Людвига в 1868 году Марианна написала ему примерно 2000 писем, на которые он написал около 3000 ответов. Часть писем Флоренци хранятся в настоящее время в Баварском государственном архиве (нем. Geheimen Hausarchiv des Bayerischen Staatsarchivs) в Мюнхене, письма Людвига не сохранились.
Об тёплом отношении Людвига к Марианне свидетельствует значительное количество портретов, выполненных по его заказу известными художниками: Генрихом Гессом, Бертелем Торвальдсеном, Йозефом Штилером и Теодором Ребеницем. Существует мнение, что отцом родившегося у Марианны 31 октября 1821 года сына Людовико был Людвиг I, ставший ему крёстным отцом. Людвиг уделял мальчику много внимания; также он обучал Марианну Флоренци немецкому языку, они вместе изучали немецкую литературу.
Марианна Флоренци была образованной женщиной своего времени, слыла остроумной хозяйкой в организуемых ею культурных встречах. Была пионером немецкой философии в Италии, переводила и публиковала на итальянском языке некоторые произведения философов, в частности сочинения Шеллинга и Лейбница («Монадология»). Также способствовала распространению Канта и Спинозы в Италии.
Умерла 15 апреля 1870 года во Флоренции.

### Личная жизнь
- В 16 лет в Перудже Марианна вышла замуж за 42-летнего Эттори Флоренци (итал. Ettore Florenzi, ум. 1832). 15 июля 1820 года, в возрасте 17 лет, она родила девочку, названную Карлоттой.
- Во второй раз вышла замуж в 1836 году во Флоренции за англичанина Ивлина Уэддингтона (англ. Evelyn Waddington; 1806—1883).